# Eilema aureola
Eilema aureola är en fjärilsart som beskrevs av Jacob Hübner 1827. Eilema aureola ingår i släktet Eilema och familjen björnspinnare. Inga underarter finns listade i Catalogue of Life.